# Dimitar Dimov (futebolista)
Dimitar Dimov (Plovdiv, 13 de dezembro de 1937) é um ex-futebolista profissional búlgaro, que atuava como defensor.

## Carreira
Dimitar Dimov fez parte do elenco da Seleção Búlgara na Copa do Mundo de 1962. 